# Арман (село)
Арман (каз. Арман, до 1999 г. — Красный Передовик) — село в Костанайском районе Костанайской области Казахстана. Входит в состав Майкольского сельского округа. Находится примерно в 12 км к северо-западу от центра города Костаная. Код КАТО — 395447200.

## Население
В 1999 году население села составляло 268 человек (125 мужчин и 143 женщины). По данным переписи 2009 года, в селе проживало 297 человек (143 мужчины и 154 женщины).